# Калкан
Калкан (тур. Kalkan; грч. Καλαμάκι) је град у Турској на обали Средоземног мора. Реч калкан на турском језику значи штит. Иако је административно део провинције Анталија, Калкан је економски и саобраћајно више повезан са Фетијем.
Калкан је стари рибарски град и једина сигурна лука између Каша и Фетије; познат је по својим белим кућама које се спуштају да мора. Ово подручје обухвата многа историјска места и многе лепе плаже.
Све до раних 1920их већина становника су били Грци. Они су морали да напусте град 1923. због размене становника између Грчке и Турске након Грчко-турског рата. Они су се преселили углавном на Атику, где су основали место које носи исто име – Каламаки - као њихово родно место.
Калкан је био важан лучки град све до 1970их као једина лука за окружење. Његов значај је опао након изградња пута за Фетије, али је порастао након почетка туристичке индустрије у региону.
Са већином околног подручја које је још увек неразвијено и са многим оближњим остацима древних цивилизација, Калкан је идеално уточиште за оне који желе мир и опуштање, уживање у природним лепотама најчистије морске обале, оштрих планинама обраслих боровима и такође за оне који желе да истраже остатке древних ликијских градова у околини.